# 東部小袋鼠
東部小袋鼠（Lagorchestes leporides），又名褐兔袋鼠、東部野兔鼠或褐兔䶈，是已滅絕的袋鼠。牠們生活在澳洲東南部的內陸平原。牠們的習性像野兔。若有其他動物接近，牠們會高速的跳走。約翰·古爾德（John Gould）曾觀察到一隻東部小袋鼠被狗群追逐500米，牠突然急遽加速，並於6米前跳過他的頭。牠們可跳高達1.8米。
東部小袋鼠很普遍，但因與牛或羊爭逐食物，亦可能因棲息地被破壞及被貓掠食而大大的影響其數量。最後的紀錄是於1889年見到一隻雌性東部小袋鼠。

## 外部連結
- Flannery, Tim & Schouten, Peter. . Atlantic Monthly Press, New York. 2001. ISBN 0-87113-797-6.
- Groves, C.P. Wilson, D.E. & Reeder, D.M. , 编.  (3rd ed.). Baltimore, Maryland: Johns Hopkins University Press. 2005: 63. ISBN 978-0-8018-8221-0. LCCN 2005001870. OCLC 62265494. OL 3392515M. NLC 001238428.